# ایست فارمینگ‌دیل (نیویورک)
ایست فارمینگ‌دیل (به انگلیسی: East Farmingdale) یک منطقهٔ مسکونی در ایالات متحده آمریکا است که در شهرستان سافک، نیویورک واقع شده‌است. ایست فارمینگ‌دیل ۱۴٫۹ کیلومتر مربع مساحت و ۶٬۴۸۴ نفر جمعیت دارد و ۲۱ متر بالاتر از سطح دریا واقع شده‌است.